# Hieracium kultukense
Hieracium kultukense là một loài thực vật có hoa trong họ Cúc. Loài này được Serg. & Üksip mô tả khoa học đầu tiên năm 1966.